# Culturalisme
Culturalisme és un corrent de pensament que, en filosofia i sociologia, destaca la importància central de la cultura com a força organitzadora dels afers humans. També es descriu com un enfocament ontològic que busca eliminar l'aparent oposició entre natura i cultura. En antropologia cultural, és un corrent de pensament, iniciat a la darreria del segle xix per Margaret Mead, Ralph Linton i Ruth Benedict, que considera que cada cultura modela una personalitat individual típica, una estructura psicològica, i un comportament, idees i mentalitat particulars.

## Història

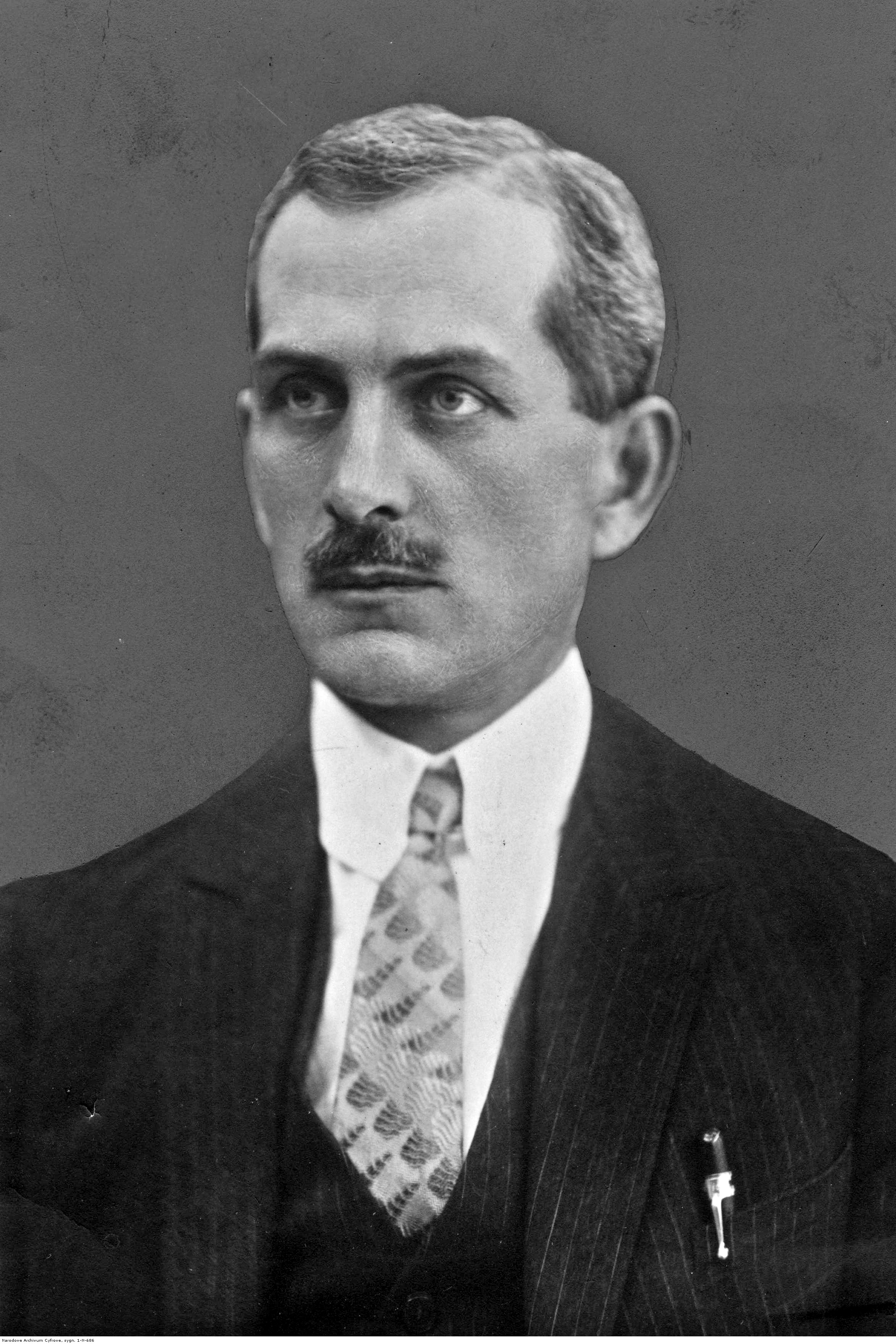
Florian Znaniecki

El culturalisme de del filòsof i sociòleg Florian Znaniecki (1882-1958) es basava en les teories de Matthew Arnold (Culture and Anarchy), Friedrich Nietzsche (voluntarisme), Henri Bergson (evolucionisme creatiu), Wilhelm Dilthey (filosofia de la vida), William James, John Dewey (pragmatisme) i Ferdinand C. Schiller (humanisme). Va sintetitzar les seves tesis i va desenvolupar una postura humanista original que es va presentar per primera vegada el 1919 a Cultural Reality.
La filosofia de Znaniecki afavoria els avantatges del coneixement racional i sistemàtic. També va intentar conciliar la visió fenomenològica i pragmàtica per a contrarestar el naturalisme. A part del naturalisme, Znaniecki va ser crític amb una sèrie de corrents filosòfics prevalents aleshores: l'intel·lectualisme, l'idealisme, el realisme i el racionalisme, així com amb l'irracionalisme i l'intuïcionisme. Les seves crítiques es van convertir en les bases d'un nou marc teòric en forma de culturalisme. El culturalisme de Znaniecki va influir en les visions sociològiques modernes de l'antipositivisme i l'antinaturalisme.

## Característiques
El «culturalisme» de Znaniecki va ser un enfocament ontològic i epistemològic que pretenia eliminar dualismes com la creença que la natura i la cultura són realitats oposades. Aquest plantejament li va permetre «definir els fenòmens socials en termes culturals». Znaniecki defensava la importància de la cultura, assenyalant que la nostra cultura modela la nostra visió del món i el nostre pensament. Znaniecki assenyala que, tot i que el món es compon d'artefactes físics, no som realment capaços d'estudiar el món físic sinó a través de la perspectiva de la cultura.
Entre els aspectes fonamentals del culturalisme hi ha dues categories: el valor i l'acció. La sociòloga Elżbieta Hałas, que el considera l'«antítesi als dogmes intel·lectuals del naturalisme», identifica les característiques següents:
- El dualisme subjecte-objecte s'ha de superar i el pensament s'ha d'unir a la realitat
- La realitat no és un ordre absolut sinó canvis en una evolució creativa
- Totes les imatges del món són relatives
- És fals oposar la natura i la cultura o subordinar la cultura a la natura
- El valor és la categoria més general de la descripció de la realitat